# Павлово (Кологривський район)
Павлово (рос. Павлово) — присілок в Кологривському районі Костромської області Російської Федерації.
Населення становить 1 особу. Входить до складу муніципального утворення місто Кологрив.

## Історія
У 1936-1944 року населений пункт перебував у складі Горьковської області. Від 1944 належить до Костромської області.
Від 2007 року входить до складу муніципального утворення місто Кологрив.

## Населення
| 2008 | 2010 | 2014 |
| ---- | ---- | ---- |
| 3    | ↘0   | ↗1   |